# Tête du Violu
La tête du Violu est un sommet du massif des Vosges culminant à 993 m d'altitude.

## Géographie
La tête du Violu est située entre les communes de Sainte-Marie-aux-Mines, Ban-de-Laveline et de Gemaingoutte.

## Histoire

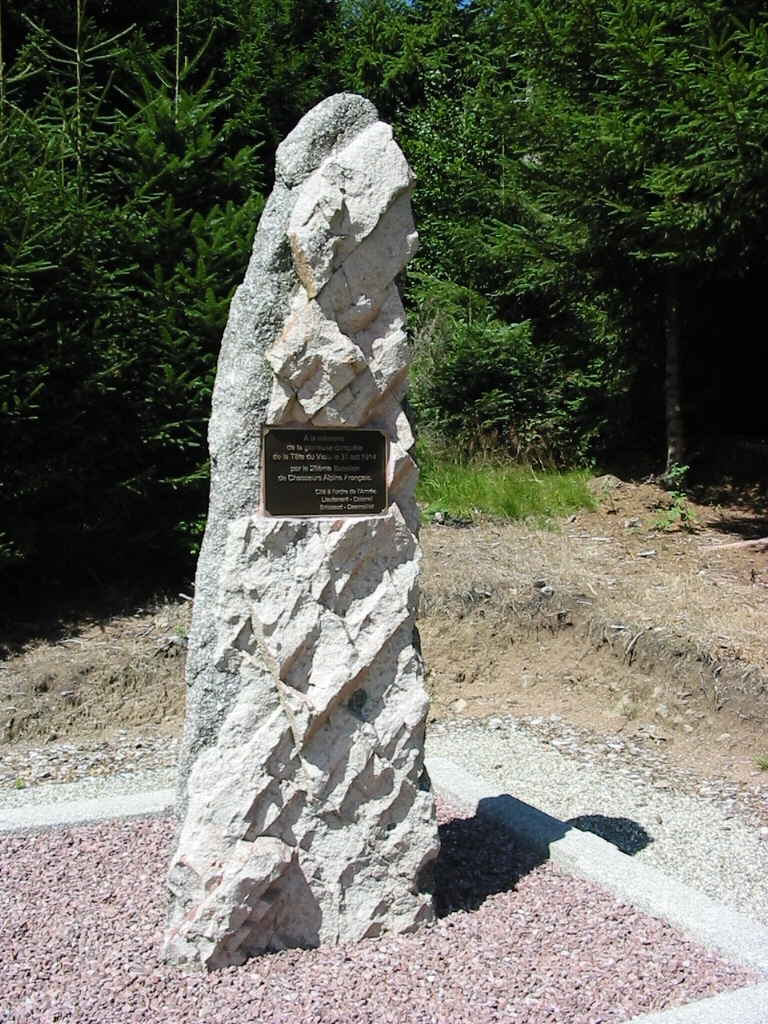
Stèle commémorant la conquête de la tête du Violu le 31 octobre 1914 par le de chasseurs alpins.

Après 1870, la frontière entre la France et l'Allemagne suit la ligne de crête des Vosges. Dès la fin de juillet 1914, les tensions entre les deux pays s'intensifient, les troupes françaises se retirent d'environ 10 kilomètres de la frontière vers Saint-Dié pour éviter toute provocation.
Situé à proximité, le col de Sainte-Marie est un site stratégique entre la Lorraine et l'Alsace. En construisant une tour d'observation d'environ 15 mètres de hauteur, les Allemands ont aménagé la tête du Violu afin d'avoir une vue sur la vallée de Saint-Dié.
Ce n'est que début octobre 1914 que le sommet est conquis par les troupes du 28e bataillon de chasseurs alpins. Sur l'autre versant, la 61e brigade de landwehr essaie de garder sa position en élaborant un système élaboré de défenses. Le funiculaire de l'Albertibahn, la voie ferrée de l'Eugenbahn et un chemin de muletier permettent le ravitaillement de l'unité militaire. En 1918, la 5e division américaine est présente dans cette zone et subit des pertes considérables,.

## Randonnée

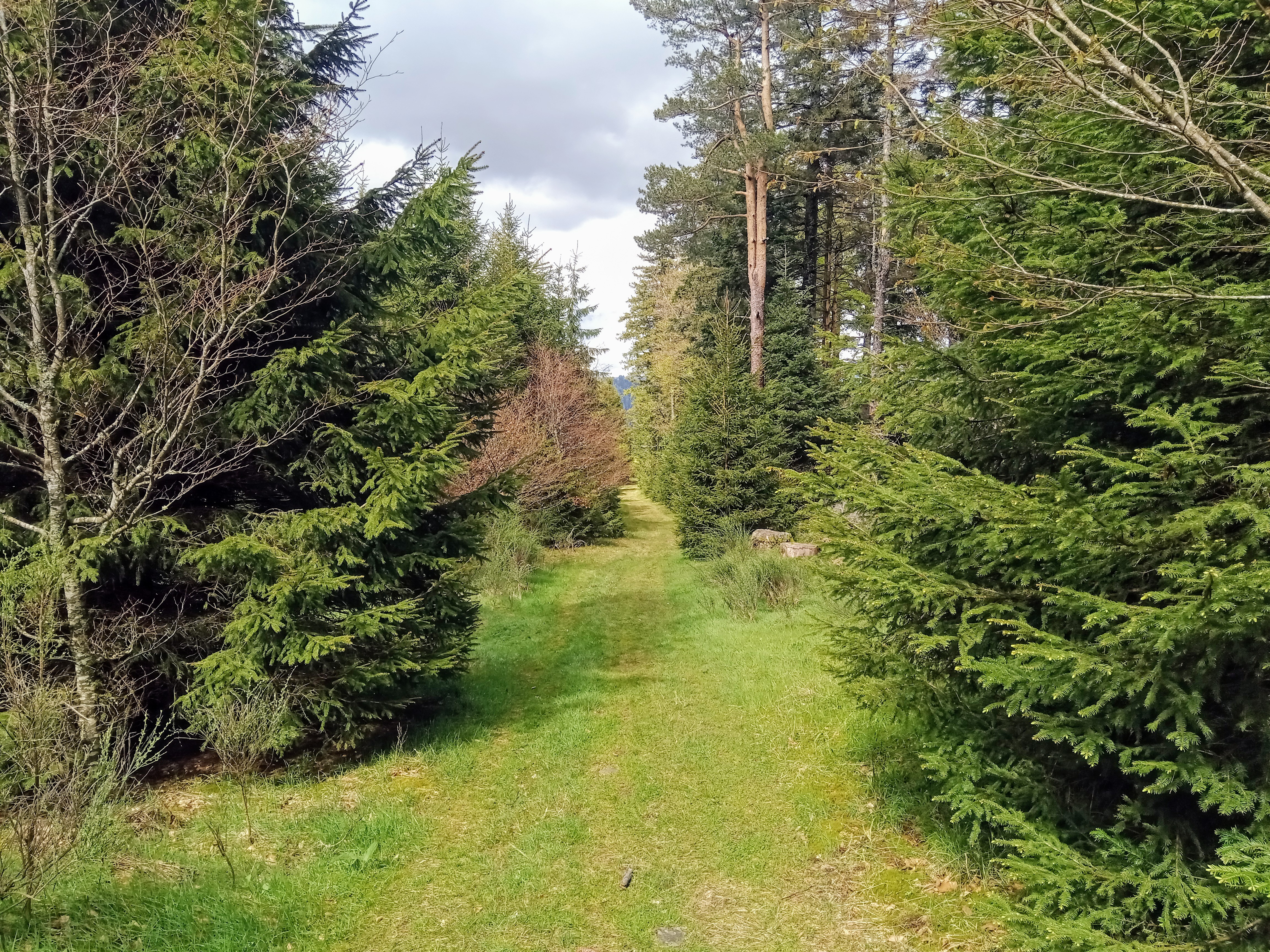
Le GR 531 sur la tête du Violu en direction du col de Sainte-Marie.

La tête du Violu est traversée par le sentier de grande randonnée 531 ; de nombreux sentiers jalonnent la montagne et ses nombreux vestiges et abris de la guerre.